# Pratz (Luxemburg)
Pratz (en luxemburguès: Proz; en alemany: Pratz) és una vila de la comuna de Préizerdaul, situada al districte de Diekirch del cantó de Redange. Està a uns 25 km de distància de la ciutat de Luxemburg.